# Copa do Estado de Israel
A Copa do Estado (em hebraico:  גביע המדינה, Gvia HaMedina) é o segundo torneio mais importante no futebol israelense após a Ligat ha'Al, a primeira divisão do campeonato nacional. Não existe returno e todas as partidas são decididas no dia. Todos os clubes da liga participam do torneio.
Em 2003, o Hapoel Ramat Gan tornou-se o primeiro time fora da primeira divisão a ganhar a Copa do Estado, batendo o Hapoel Beer Sheva, de nível superior, nos pênaltis após um empate em 1 a 1.